# Naoki Yoshikawa (Fußballspieler)
Naoki Yoshikawa (japanisch 吉川 直輝 Yoshikawa Naoki; * 21. April 2002 in der Präfektur Osaka) ist ein japanischer Fußballspieler.

## Karriere

### Verein
Yoshikawa erlernte das Fußballspielen in den Jugendmannschaften vom Kanan SC und  Gamba Osaka. Die U23-Mannschaft von Gamba spielte in der dritten japanischen Liga, der J3 League. Hier kam der Torwart 2020 als Jugendspieler fünfmal in der dritten Liga zum Einsatz. Im April 2021 wechselte er in die Universitätsmannschaft der Niigata University of Health & Welfare.